# Arenisca verde

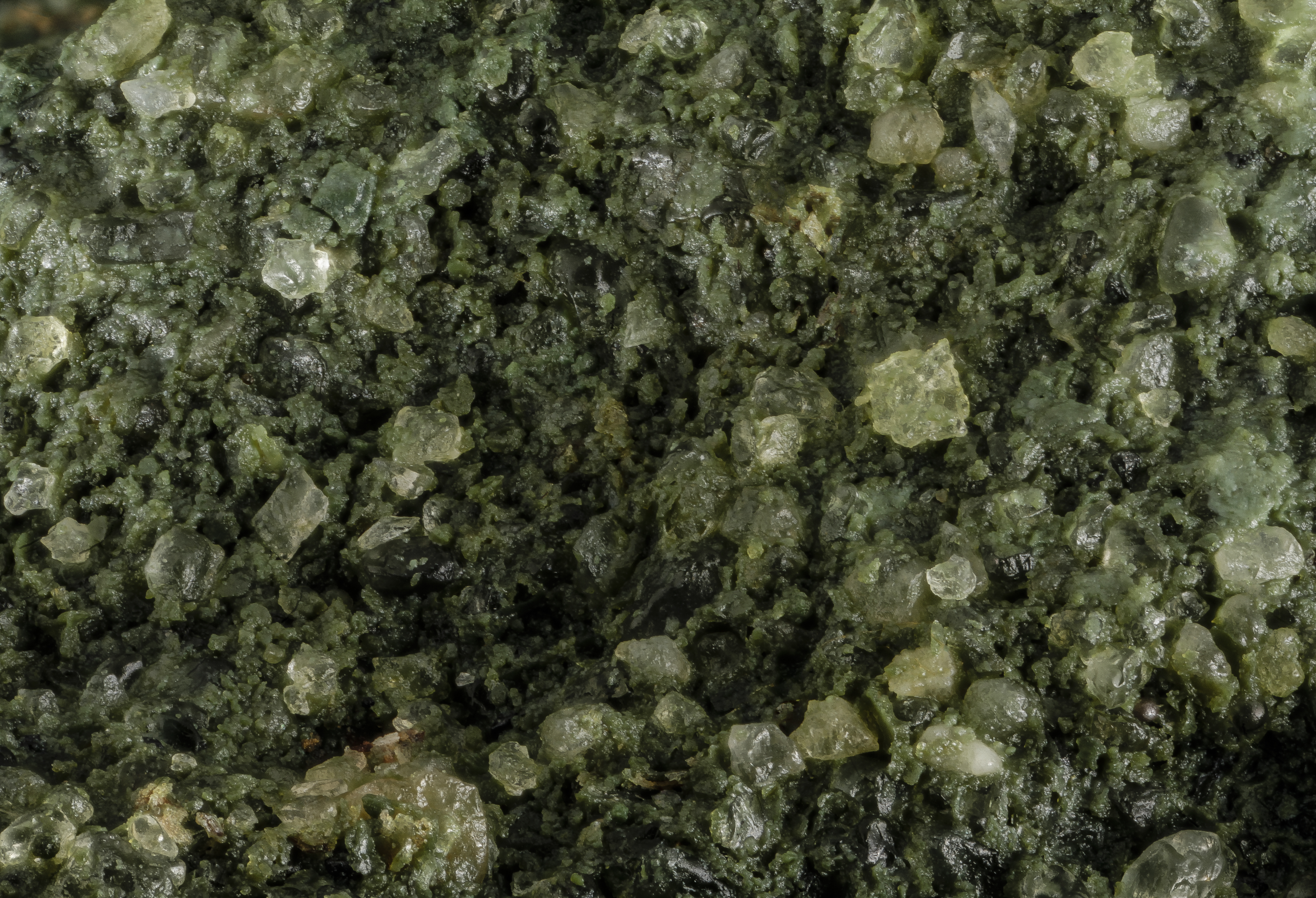
Muestra de mano de arena verde con cuarzo (granos transparentes), glauconita (granos verdes) y goethita (granos negros).

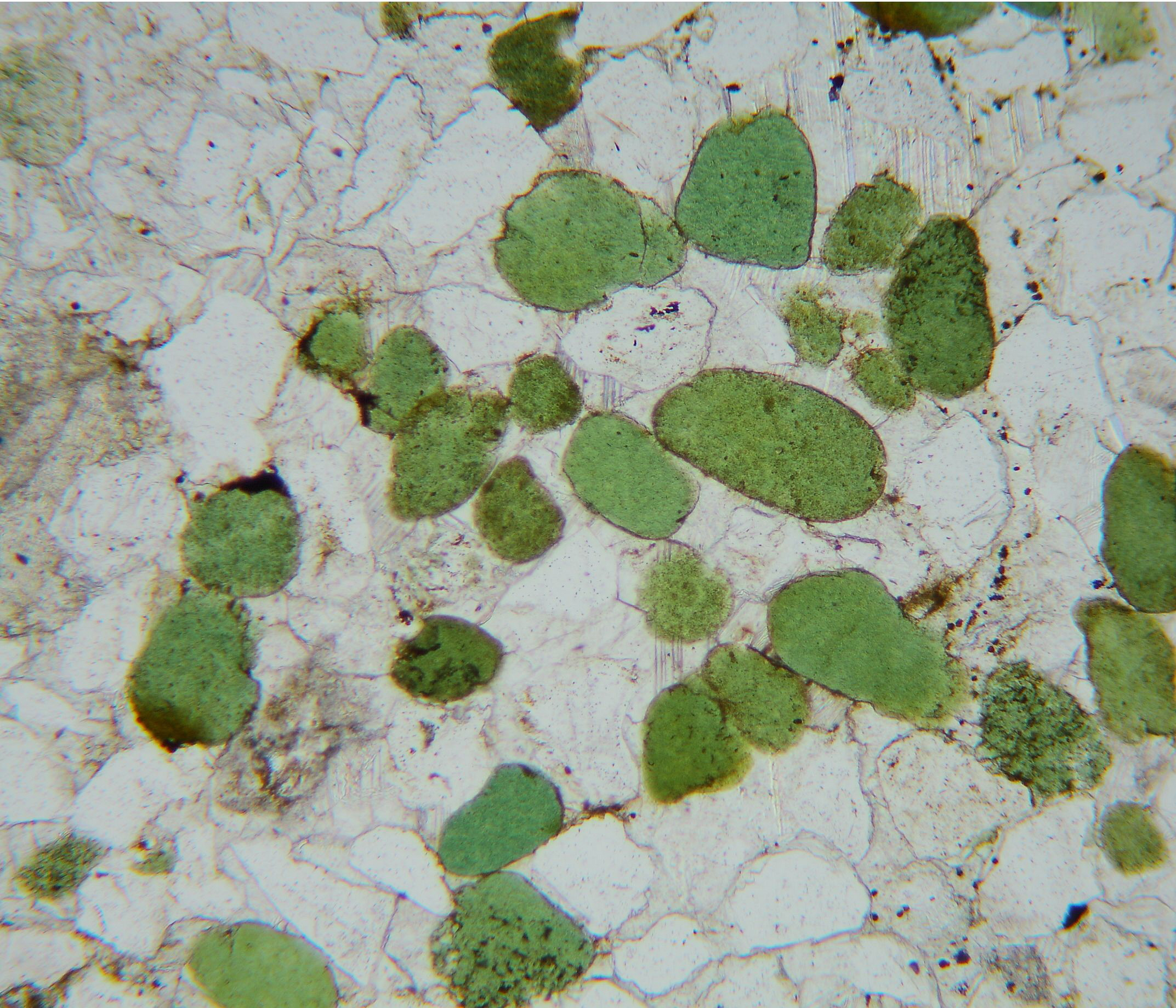
Sección delgada de una arenisca verde con cuarzo (granos transparentes) y glauconita (granos verdes)

La arenisca verde es una arena o arenisca de color verdoso. Este término se aplica especialmente a los sedimentos marinos someros, que contienen grandes cantidades de granos verdosos redondos. Estos granos son llamados glauconias y consisten en una mezcla de minerales de la arcilla, tales como  esmectita y glauconita. El término arenisca verde también es aplicado a cualquier sedimento con glauconita.

## Formación
La arenisca verde se forma en ambientes marinos anóxicos que son ricos en detritos orgánicos y bajos en aporte sedimentarios.  Después de haberse acumulado en los ambientes marinos, la arenisca verde puede ser rica en fósiles, como en los yacimientos de finales del Cretácico de Nueva Jersey (Estados Unidos).

## Aparición
Afloramientos importantes se han dado a conocer tanto en el norte como en el oeste de Europa, América del Norte y el norte de África. Las areniscas verdes más conocidas y más importantes son las Upper y Lower Greensands de Inglaterra que se formaron por los estratos sedimentarios del Cretácico y del Eoceno y que subyacen a las llanuras costeras de Nueva Jersey y Delaware. Aunque las areniscas verdes se han formado a lo largo de todo el eón Fanerozoico y en el Precámbrico tardío, los depósitos sedimentarios encontrados parecen ser más comunes durante el Cámbrico, Cretácico y  Eoceno por razones desconocidas.

### Gran Bretaña
En Gran Bretaña, la arenisca verde usualmente hace referencia a los estratos de roca específicos del Cretácico inferior. Una distinción hecha entre las Upper Greensand y las Lower Greensand. El término arenisca verde fue originalmente aplicado por William Smith a las areniscas glauconíticas en el oeste de Inglaterra y posteriormente a los depósitos similares del Weald. Se puede apreciar que actualmente son dos distintas formaciones separadas por la Arcilla Gault. La Upper Greensand también fue alguna vez conocida como Malm o  roca Malm del oeste de Sussex
Ambos afloramientos, Upper y Lower Greensand, aparecen en las laderas escarpadas que rodean la cuenca de Londres y el Weald.
Los prominentes depósitos parecen haber sido encontrados en el Vale of White Horse, en Bedfordshire, en Kent, Surrey, y en el South Downs National Park, También en Hampshire, la isla de Wight y la Costa Jurásica en Dorset.
El suelo de la arenisca verde es muy variado, desde fértil hasta bastante estéril. En los suelos fértiles de castaña y las masas de avellano y roble  son comunes, mientras que el pino escocés y el abedul están colonizados en los suelos más pobres. Esas crestas son populares en los senderismos de largas distancia, por ejemplo está el camino de Greensand Way en Kent.

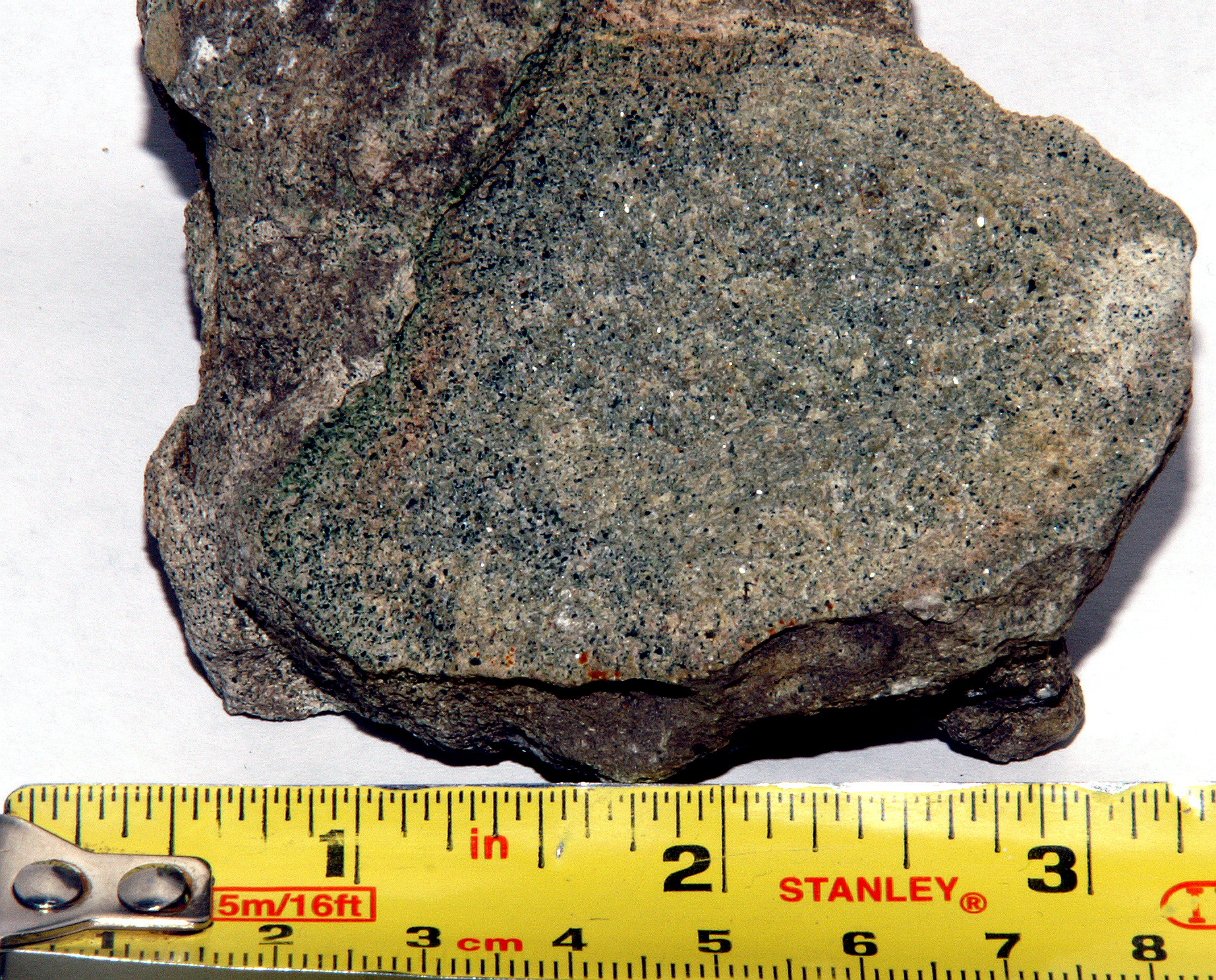
Una muestra de arenisca verde del periodo Cretácico cerca de Swanage, Dorset.

#### Lower Greensand
La Lower Greensand conocida como Woburn Sand al norte de la cuenca de Londres es de edad Aptiense. En Weald la Lower Greensand consiste en cuatro depósitos, los cuales son parcialmente diacrónicos: La arcilla Atherfield de 5 a 15 m de espesor, las capas Folkestone de 20 a 80 m de espesor; las capas Hythe de 20 a 110 m de espesor; y la capa Sandgate de 2 a 37 m de espesor. Aunque ambas aparecen en el norte y en el sur de la cuenca de Londres estas no están presentes en todos los lugares bajo la tiza que subyace la cuenca; el Gault se posiciona directamente en rocas erosionadas del Jurásico o Devónico que se encuentran en gran parte de la zona.

#### Upper Greensand
La Upper Greensand es de una edad Albense. Está representa una litofacies de arena depositada en zonas de corrientes mayores que las de Gault Clay. Como la Lower Greensand no está presente debajo de la totalidad de la Cuenca de Londres, aparentemente pasa lateralmente hacia la arcilla de Gault al este de una línea entre Dunstable y Tatsfield y de medida incierta, al este de Londres.
Los aforamientos de Upper Greensand ocurren en el suroeste de Inglaterra incluyendo la meseta de Blackdown Hills y East Devon Plateau y la Haldon Hills, donde hay restos de una medida más amplia.

## Propiedades y usos
El color verde de la arenisca verde es debido a la cantidad variable del mineral glauconita, un silicato de potasio y hierro con baja resistencia a la meteorización; como resultado la arena verde tiende a ser débil y friable. Es un ingrediente común como fuente de potasio en los fertilizantes orgánicos utilizados en jardinería y agricultura. La glauconita de la arena verde es usada como un ablandador de agua por sus propiedades de intercambio químico. La arena verde está recubierta con óxido de manganeso (arena verde de manganeso). Esta es utilizada en sistemas de tratamiento de agua para retirar el hierro y manganeso disuelto con la adición de un oxidante, usualmente se utiliza el permanganato de potasio, en condiciones de pH controladas. También es utilizada como un tipo de roca para muros de piedra en las zonas donde la arenisca verde es común.
En la Antigua Roma se utilizaron granos gruesos derivados del Lower Greensand, que eran utilizados para la línea de la superficie interna de mortaria (moliendo cuencos) producidos en los hornos de cerámica en Oxfordshire.